# 南淵年名
南淵 年名（みなぶち の としな）は、平安時代初期から前期にかけての公卿。姓は南淵朝臣。因幡権守・南淵永河の長男。官位は正三位・大納言。

## 経歴
淳和朝末の天長9年（832年）文章生となり、翌天長10年（833年）少内記に任ぜられる。仁明朝では丹波権大掾・式部少丞・蔵人を経て、承和8年（841年）従五位下・筑前守に叙任される。
文徳朝に入り、嘉祥3年（850年）式部少輔として京官に復し、仁寿3年（853年）従五位上に叙せられる。斉衡3年（856年）蔵人頭と春宮権亮を兼帯し、天皇に側近として仕える一方で皇太子・惟仁親王にも身近に仕えた。文徳朝末にかけて天安元年（857年）正五位下・式部大輔、天安2年（858年）従四位下と順調に昇進した。同年11月惟仁親王の即位（清和天皇）に伴って正四位下に叙せられると、右大弁・左大弁と要職を歴任する。この間の貞観4年（862年）に参議以上の官職に就いている者に対して、時の政治に関して議論させ諸政策の効果について詳らかにせよとの詔勅が出された際、進士から内外の諸官を歴任して政務や法律に通暁しており既に弁官の要職にあることを理由に、参議以外の者で意見を述べさせるべき者の一人として推薦されている。
貞観6年（864年）参議に任ぜられ公卿に列す。参議左大弁兼勘解由長官の官職にあった貞観8年（866年）に応天門の変が起こると、参議・藤原良縄と共に伴善男の尋問に当たった。のち議政官として、民部卿・春宮大夫などを歴任し、貞観14年（872年）従三位・中納言、貞観18年（876年）大納言、貞観19年（877年）正三位に至った。その学識の高さをもって清和天皇の信任厚く、『貞観格』『貞観交替式』や『日本文徳天皇実録』の編纂作業に携わった。
没年となった貞観19年（877年）には、小野山荘に大江音人・藤原冬緒・菅原是善と参議に名を連ねていた知識人を招き、日本初の尚歯会を開催したことでも知られる。同年4月8日薨去。享年70。最終官位は大納言正三位。

## 人物
聡明で物事に明るく、度量もあった。政務に対して清廉をもって当たったという。

## 官歴
注記のないものは『六国史』による。
- 天長9年（832年） 日付不詳：文章生[4]
- 天長10年（833年） 正月11日：少内記[4]
- 承和2年（835年） 正月11日：丹波権大掾[4]
- 承和5年（838年） 正月13日：式部少丞[4]
- 承和7年（839年） 正月：蔵人[4]
- 時期不詳：正六位上
- 承和8年（841年） 正月13日：従五位下、筑前守（式部巡）
- 嘉祥3年（850年） 正月15日：尾張守。11月29日：式部少輔
- 嘉祥4年（851年） 4月1日：次侍従
- 仁寿3年（853年） 正月7日：従五位上
- 斉衡3年（856年） 6月：蔵人頭[4]。10月21日：春宮権亮（皇太子・惟仁親王）
- 天安元年（857年） 5月8日：正五位下、式部大輔。9月10日：兼春宮亮
- 天安2年（858年） 正月7日：従四位下。3月24日：右京大夫、式部大輔春宮亮如故。5月21日：兼春宮権亮。9月14日：兼信濃守、右京大夫式部大輔如故。11月7日：正四位下
- 天安3年（859年） 2月13日：兼勘解由長官
- 貞観3年（861年） 正月13日：右大弁
- 貞観5年（863年） 2月10日：左大弁
- 貞観6年（864年） 正月16日：参議
- 貞観9年（867年） 正月12日：民部卿、兼伊予守
- 貞観10年（868年） 正月16日：兼右衛門督[4]
- 貞観11年（869年） 2月1日：兼春宮大夫
- 貞観12年（870年） 正月25日：兼近江守
- 貞観14年（872年） 8月25日：従三位・中納言
- 貞観18年（876年） 12月26日：大納言
- 貞観19年（877年） 正月3日：正三位。4月8日：薨去（大納言正三位）

## 系譜
- 父：南淵永河[3]。一説に南淵弘貞
- 母：不詳
- 妻：不詳
  - 男子：南淵良臣